# エスファンディヤール・ラヒーム・マシャーイー
エスファンディヤール・ラヒーム・マシャーイー （ペルシア語: اسفندیار رحیم‌مشایی, ラテン文字転写: Esfandiyār Raḥīm-Mashā'ī、1960年11月16日 -）は、ラームサル出身のイランの有力政治家で、マフムード・アフマディーネジャード大統領顧問。大統領の親密な友人として第一の相談相手となっている。また、ラヒーム・マシャーイーの娘はアフマディーネジャードの息子に嫁いでおり縁戚関係にある。2009年7月30日から2011年4月9日までは大統領府長官を務めた。マシャーイーは「文化的・社会的問題についてリベラルな見解を持つ」プラグマティックな穏健保守派であり、活発にナショナリスティックな思想や問題を追及し、イスラーム共和国の保守的体制を侮蔑して前イスラーム期のイランを強調する「宗教的ナショナリスト」であると評される。
また短期間、第一副大統領であった。2009年7月17日に任命されたが、強硬保守派の激しい批判を受け、最高指導者アーヤトッラー・アリー・ハーメネイーの介入により、7月24日に辞任した。

## 背景
1960年11月16日、マーザンダラーン州ラームサル郡キャターロムに生まれた。父ラヒームは当地のビジネスマンであった。マシャーイーは電子工学を学び、エスファハーン工科大学から学士号を取得している。1980年代のイラン・イラク戦争に従軍し、マフムード・アフマディーネジャードとは「僚友」と称された。内務次官を短期間務めたほか、文化遺産観光庁長官を務めている。また2007年12月31日に新たに設立されたグローバリゼーションと文明間の対話センターの運営に任じられている。

## 経歴と活動
ラヒーム・マシャーイーは、アフマディーネジャード大統領と、宗教的強硬派間の摩擦の「中心」のように考えられるとAP通信はいう。彼の見解、たとえばイラン的イデオロギーは「世界の舞台でイスラームを宣伝する先例を引き継いでいくべきだ」とするものなどが「強硬派を憤慨」させ、大統領と議会のあいだの摩擦となった。

### 見解と論争
2007年、ラヒーム・マシャーイーはトルコで出席した式典では、伝統的なダンスを女性が踊っており、イスラームの保守的解釈では女性のダンスを禁止していることから論争的なものとなった。
2008年、テヘランで主催した式典では、読誦のためにコーランを壇に運ぶ間、数人の女性がタンバリンを打ち鳴らす場面があった。強硬派は祝祭気分でコーランに対する崇敬を欠くものと見た。
また、ラヒーム・マシャーイーは複数回にわたって親イスラエル的ともいえる公式発言をしている。イラン人は「世界の全ての人々の友である。イスラエル人さえも」。そして、諸々の紛争はイスラエル政府との間のものに過ぎない、と。また別の場所で「世界のいかなる国民も我らの敵ではない。イランは合衆国民の友であり、イスラエル国民の友である。これは誇るべきことである」と発言。マシャーイーはイスラーム法学者や議会の保守派議員から批判を受け、さらには最高指導者アーヤトッラー・アリー・ハーメネイーからイスラエル人についての発言を「非論理的である」として批判されている。しかしながら、この発言はマフムード・アフマディーネジャードから慎重な言い回しで支持を受けた。
2010年8月6日、在外イラン人との集会での、イランの国教たるシーア派イスラームよりむしろイラン的思想を世界に広めるべきである、とするスピーチによって保守派の反発を受けている。またこの時、マシャーイーはイランでのイスラームこそが「純粋なイスラームであって、他の国で、あるいは他の国によって解釈されるイスラームがそれではない」と発言。そして、イラン無くしては、イスラームは失われる、他のイスラーム諸国は、唯一「真正な」イスラームを持つがゆえにイランを恐れているとし、衝撃を与えた。
イラン軍統合参謀長ハサン・フィールーザーバーディー将軍はマシャーイーの発言について「国家安全保障に対する犯罪である」とし、イスラーム世界との軋轢を生むと発言している。また、アーヤトッラー・アフマド・ハータミーは、「イランの教えとイスラームの教えを同等視することは、イランの人々が受け入れることのなかった異教的ナショナリズムである」と発言。さらに強硬派イスラーム法学者モハンマド・タギー・メスバーフ・ヤズディーはマシャーイーが「一度ならず二度までも誤謬にして不適切な発言をなした」として非難している 。
マフムード・アフマディーネジャードは会議で「批判する雰囲気は必要なものである。しかし誰も彼の観点について論難するべきではなく、またいかなる意見の相違も争いにつながるべきではない……マシャーイーの言いたかったことは、イランは文化・文明を持つ国であり、それによってその主義としてイスラームを選んだのだ、ということである」と発言し、マシャーイーを弁護している。多くの抗議と批判にもかかわらず、マシャーイーはいかなる発言の撤回もしていない。
マシャーイーは「逸脱した潮流」、あるいは「歪曲集団」と「関係する」とされる。これらの集団はテヘラン・タイムズによると、シーア派の救世主としての差し迫ったイマーム再臨にとりつかれ、イスラーム法学者への敬意を欠いた集団であるとされる。すなわち「マシャーイーとその側近集団たる」テヘラン組のことである。最高指導者アリー・ハーメネイーに忠誠を誓う情報機関のキャリーム・サージャドプールによると盗聴器を用いて盗聴した結果、マシャーイーとその支持者の「個人的」会合で、マシャーイーが「法学者に代わる計画」を話していたという

### 第一副大統領への昇任
2009年7月17日、マフムード・アフマディーネジャードはラヒーム・マシャーイーを第10期政権の第一副大統領に任ずると発表した。イランには12人の副大統領がおかれているが、第一副大統領は枢要の職で、大統領不在の場合は閣議を主宰する。
この発表はイスラーム革命防衛隊の民兵組織バスィージを含む保守派からの批判の的となった。アヤトッラー・アフマド・ハータミーは、「全く信じがたい」任命で、「最高位の宗教権威者らを嘲弄するものだ」とコメント。ケイハーン紙は「間違いなく強硬な反対に直面する誤謬」であると伝えた。イスラーム学生連盟もこれについて声明。「正統な大統領によるあなたの任命というニュースは、大多数の理想主義的学生を	深い驚愕の淵においやったのである。彼らは大統領の立候補を支持し、反対派の引き起こす広範な中傷の波を堪え忍んだ。……我々は、アフマディーネジャード氏が大統領として最良の選択であることを確認する一方、あなたが第一副大統領職を即時辞任なさるのが、原理派の考え方に資する唯一の道であると考える。あなたはこの任命から生ずるひどい結末を引き受ける側となろう」と述べている。改革派議員ダーリユーシュ・ガンバリーは、この任命を議会に対する「宣戦布告」と評した。これはアフマディーネジャードが以前に、組閣前に議会との協議を要求されていたためである。保守派の国会議長アリー・ラーリージャーニーは、この任命を聞いて「衝撃を受けた」と述べている。
イスラーム共和国通信の下部組織学生同盟通信は2009年7月19日、マシャーイーが辞任したと伝えたが、その後、政府管理下のアル・アーラム・ニュース・ネットワークは、辞任の報道を否定している

### ハーメネイーによる解任
2009年7月18日、最高指導者アリー・ハーメネイーはマシャーイーに辞任を命じた。議会の第二副議長モハンマド・ハサン・アブートラービー・ファルドが7月21日、「マシャーイーを枢要な第一副大統領の地位から排除することは体制の戦略的決定である。マシャーイーの第一副大統領解任に関する最高指導者の見解は、すでに文書で大統領に送付された。大統領はいかなる遅滞もなく、マシャーイーの罷免もしくは辞任を発表しなければならない」と述べたと報ぜられている。
しかしながら、アフマディーネジャードの先任補佐官は「第一副大統領任命を不可とする明確かつ説得力ある理由を誰からも聞かされていない。不適切な発言があったという人もいるが、誰にでも誤りはあるものだ」とし、「マシャーイー任命という決定が見直されることはないだろう」と発言したと伝えられている。この見解は後に撤回されている
閣内でも情報相ゴラームホセイン・モフセニー・エジェイーおよび文化イスラーム指導相モハンマドホセイン・サッファール・ハランディーを含む複数の閣僚は、マシャーイーの任命を巡ってのアフマディーネジャードとの議論の途上、閣議から退出する事態となっている。
7月22日、アフマディーネジャードは、マシャーイーが新たな地位に就くために観光担当副大統領から退任すると肯定的な形で発表。「私は1000の理由でラヒーム・マシャーイーが好きである。ラヒーム・マシャーイーと知り合えたことは、我が人生における最大の栄誉であり、私への最大の神の恩寵の一つである。……彼は純粋な泉のようである。彼を好む理由の一つは、座して共に語るとき、距離を感じさせないということだ。まるでくもりない鏡のようなのだ。しかし残念ながら、多くの人々は彼をしらない」と述べている。
しかし7月24日までには、政治的にこのような立場は維持できなくなっており、最高指導者ハーメネイーの命令に従って、マシャーイーは第一副大統領を辞任した。
複数のアナリストは、強硬派が反対したのは、イスラエルに関しての発言が原因であるとした。また共和国の建国者ルーホッラー・ホメイニーが非合法化した秘密組織ホッジャティエの一員であって、アフマディーネジャードもまたこれに繋がっていると見る向きもある。これらの見解がどれだけ事実に基づくものかは不明瞭である。体制に不満を持つ者たちに普通ではない宗教的つながりがあるという怪しげな噂は、イランでは知られていた。
最高指導者は通常、政府官職人事に公然と介入することはない。マシャーイーの解任を要求することで、ハーメネイーは効果的に新たな権限を手にしたとする見解がある。しかしながら、憲法第131条は最高指導者が許諾した場合のみ大統領不在の際に第一副大統領が大統領職務を代行できると規定している。

### 大統領事務所長へ
第一副大統領辞任ののち、アフマディーネジャードはラヒーム・マシャーイーを大統領府長官、大統領事務所長に任命し、またマシャーイーの副大統領任命に反対した情報相ゴラームホセイン・モフセニー・エジェイーを突然解任、文化イスラーム指導相モハンマドホセイン・サッファール・ハランディーも罷免を示唆され、辞任している。2011年4月、マシャーイーは2年以上務めた大統領府長官を辞任し、もう一人のアフマディーネジャードの「盟友」ハミード・バガーイーが引き継いだ。「もう一方の職」である補佐官には引き続き留まっている。

### 2013年イラン大統領選挙
アフマディーネジャードは、憲法が大統領の連続3選を禁止しているため、2013年の大統領選には出馬できない。2011年、ウィキリークスの公開した「合衆国機密外交公電」は、マシャーイーがアフマディーネジャード大統領の「後継者候補として仕立て上げられている」と伝えている。

## 語録
- 「世界のいかなる国民も我らの敵ではない。イランは合衆国民の友であり、イスラエル国民の友である。これは誇るべきことである。我らはアメリカ国民を世界で最も偉大な国民の一つとみている」[12]
- 「今日、イランはアメリカやイスラエルの人々の友人である。世界のいかなる国民も我らの敵対するものではない」[34]
- 「私は常にパレスチナ人は彼らの権利と彼らの土地への帰還のために戦いを続けなければならないとの立場に立ってきた」[35]
- 「イスラームの解釈には差異がある。しかしイランの、そしてイスラームの真正の源泉は我らの理解、イランの学派である」[18]
- 「イランなくしてはイスラームは失われる……もし世界にイスラームの真実を示そうとするなら、イランの旗を掲げるべきだ[17].……イラン人たちのイスラームは独特にして啓蒙的、未来を形作る」
- 「イスラーム主義の時代は終わった。1979年にイスラーム革命を起こした。しかし、イスラーム主義の時代は終わったのである」[36]